# Комаров, Андрей Ильич
Андре́й Ильи́ч Комаро́в (род. 11 октября 1966 года, Челябинск-40, СССР) — российский предприниматель, меценат, член правления Российского союза промышленников и предпринимателей, сопредседатель партнёрского совета при Министерстве просвещения РФ, а также сопредседатель Комитета РСПП по профессиональному обучению и профессиональным квалификациям. Идеолог корпоративной философии «Белая металлургия» и образовательной программы «Будущее Белой металлургии».

## Биография
Андрей Комаров родился 11 октября 1966 года в г. Челябинск-40, ныне г. Озёрск Челябинской области.
В 1984 г. окончил математическую школу № 24 г. Челябинска-40. В этом же году поступил в Московский Институт Химического Машиностроения (в настоящее время Московский государственный университет инженерной экологии), учёбу в котором закончил в 1990 году.
Осенью 1984 г. был призван в ряды Советской Армии, службу благополучно завершил осенью 1986 г. и продолжил обучение в институте. В 1989—1992 годах работал главным администратором, а затем помощником директора московского театра «Сатирикон».
В 1990 году окончил Московский институт химического машиностроения по специальности «Техника и физика низких температур» с присвоением квалификации «инженер-механик».
По окончании института с 1991 по 1994 годы руководил коммерческими структурами в сфере металлоторговли.
В 1994 году становится генеральным директором АОЗТ «Грифф Гмбх» (Московского представительства фирмы GRIFF Gmbn (город Кёльн, Германия)) и возглавляет совет директоров Северокавказской транспортной компании.
В 1996 году назначен заместителем генерального директора Челябинского трубопрокатного завода (ЧТПЗ) и начинает аккумулировать акции предприятия. Затем становится заместителем генерального директора по стратегическому планированию, а позже председателем Совета директоров ОАО «Челябинский трубопрокатный завод» (ОАО «ЧТПЗ»).
В 2001 году начал объединение активов с Анатолием Седых. Вошёл в состав совета директоров ОАО «Выксунский металлургический завод», а также занял пост председателя Совета директоров ЗАО «Объединенная металлургическая компания». В том же году инициировал создание «Альянса-1420», который должен был заниматься производством труб большого диаметра на ОАО «Выксунский металлургический завод». В планах Седых и Комарова было юридическое объединение и выход на IPO, однако через полтора года совместного ведения бизнеса партнёры решили разойтись.
В 2002 году становится сопредседателем Фонда развития трубной промышленности (ФРТП).
В 2003 году стал председателем совета директоров Группы ЧТПЗ (прежнее название ЗАО «Объединенные трубные заводы»). В этой должности проработал до 2004 года. До 2005 года — член Совета директоров ЧТПЗ.
В период с 2005 по 2010 год был представителем Челябинской области в Совет Федерации РФ. В 2005 году был избран председателем Общественного совета по техническому регулированию при Министерстве промышленности и энергетики России.
В период с 2005 по 2006 год был членом совета директоров ОАО «Первоуральский новотрубный завод».
В 2007 году стал членом Совета управляющих Центра устойчивого энергетического развития.
В 2009 году Комаров продал Игорю Алтушкину и Андрею Козицыну Челябинский цинковый завод. Получил от правительства государственные гарантии на 5 млрд рублей по кредиту Газпромбанка на строительство «Высоты 239».
С 2011 года — член Совета директоров ПАО «ЧТПЗ».
С 2017 года — председатель Совета директоров ПАО «ЧТПЗ».
В декабре 2019 года по инициативе Андрея Комарова Совет директоров Группы ЧТПЗ утвердил программу трансформации компании, результатом которой станет переход к клиентоцентричной модели бизнеса на базе цифровых технологий.
Являлся владельцем акций Группы ЧТПЗ. В 2021 году производитель труб ТМК приобрёл у Андрея Комарова 86,54 % акций ЧТПЗ. Сумма сделки составила 84,2 млрд руб., а вся компания оценена в 97,3 млрд руб.

## Общественная деятельность, благотворительность
Андрей Комаров является инициатором образовательных программ по подготовке высококвалифицированных рабочих кадров в формате государственно-частного партнёрства: «Будущее белой металлургии» в Первоуральске, «Колледж будущего Татарстана» в Альметьевске. В 2021 году создал образовательную площадку — Уральская образовательная резиденция.
Финансирует строительство храмов в городе атомщиков Озёрске (бывший Челябинск-65).
Под его руководством построены и оснащены современным диагностическим оборудованием медицинские центры для сотрудников трубных заводов.
На протяжении 18 лет по инициативе Андрея Комарова проводится благотворительный детский театральный фестиваль «Снежность», представления которого посетили более 150 тысяч воспитанников детских домов, интернатов, социально-реабилитационных центров и школ Челябинской и Свердловской областей, а также Республики Татарстан.
В 2017 году при содействии Андрея Комарова открылась Детская школа вокального искусства при Челябинском государственном академическом театре оперы и балета им. М. И. Глинки.
В 2012 году при финансовой поддержке Андрея Комарова в Озерске построен первый в городе храм Покрова Пресвятой Богородицы. С 2017 года по инициативе Андрея Комарова в Озерске реализуется благотворительная программа «Росток», содействующая духовному и культурному развитию молодежи, а также включающую инклюзивное направление для детей с ОВЗ.
В 2020—2021 году построен спортивный комплекс "Ледовая академия «Высота», разработанный по инициативе Андрея Комарова. Стоимость проекта составит около 500 млн руб. Многофункциональный спортивный комплекс построен в рамках государственно-частного партнёрства на условиях софинансирования со стороны Челябинской области, Группы ЧТПЗ и ПО «Маяк» (входит в ГК «Росатом»).
Андрей Комаров — член Попечительского совета Московской государственной консерватории имени П. И. Чайковского и Председатель Попечительского совета Челябинского театра оперы и балета им. М. И. Глинки.

## Обвинение и прекращение дела
В марте 2014 года Андрей Комаров, а также его адвокат были задержаны сотрудниками Главного управления по борьбе с экономическими преступлениями и противодействию коррупции МВД. В июле 2015 года Генеральная Прокуратура РФ отказала в утверждении обвинительного заключения. При анализе материалов уголовного дела Генеральной Прокуратурой РФ были выявлены массовые факты фальсификации материалов оперативно-розыскной деятельности, а также иные грубые нарушения уголовно-процессуального законодательства со стороны сотрудников ГУЭБиПК МВД РФ. Выявленные нарушения явились, во-первых, основанием для прекращения уголовного дела в отношении Андрея Комарова, а во-вторых, основанием для направления Генеральной Прокуратурой РФ обращения в адрес Следственного Комитета РФ на предмет проведения проверки в отношении сотрудников ГУЭБиПК МВД РФ по факту возможного превышения должностных полномочий и фальсификации материалов уголовного дела. Генеральная Прокуратура инициировала доследственную проверку, которая проводилась Следственным Комитетом РФ, и завершилась возбуждением уголовного дела в отношении сотрудника ГУЭБиПК МВД РФ Сергея Астафурова и иных лиц. В 2018 году Мосгорсуд приговорил Сергея Астафурова и его помощника Владимира Спиридонова к четырём годам и шести месяцам заключения. Первый был признан виновным в превышении должностных полномочий, второй — в пособничестве.

## Санкции
23 февраля 2024 года Комаров включён в блокирующий санкционный список США. Власти страны отмечали что представители Минпромторга в Правительстве РФ планировали использовать Комарова в качестве подставного лица для приобретения компаний для Ростеха. Также под санкции США попал ряд компаний связанных с Комаровым. Ранее, 19 октября 2022 года, Комаров был включён в санкционный список Украины.

## Семья
Женат, жена — Левитанская Анна Юрьевна, 6 детей.

## Состояние
Входит в рейтинг журнала Forbes с 2007 года. Занимает места с 49 (2007) по 137 (2016) с состоянием с $1.3 млрд (2007) по 800 млн долларов США (2017). В 2021 году занимал 102 строчку рейтинга с состоянием $1,2 млрд.

## Хобби
Образование, театр, классическая музыка, коллекционирование живописи и графики эпохи советского реализма на индустриальную тематику. Любимый художник — Кузьма Петров-Водкин.

## Награды
- Орден Преподобного Сергия Радонежского III степени (РПЦ), 2006 год[42].
- Знак отличия «За заслуги перед Челябинской областью» (10 октября 2016) — за заслуги в промышленности и деятельность, способствующую развитию и процветанию Челябинской области[43].
- Звание «Почетный металлург Российской Федерации», 2016 год[44].
- Почетный гражданин Челябинской области (10 мая 2017) — за деятельность, способствующую процветанию Челябинской области, повышению её авторитета в Российской Федерации[45].
- Звание «Почётный гражданин Озерского городского округа», 2022г.[46]

## Интересные факты
- По данным на 2005 год ЧТПЗ контролировался через компании Level Bay Management S.A. (9,73 %), Orem Group S.A. (14,85 %), Elf Group S.A. (18,83 %), Maris Services Inc. (17,19 %), ЧЦЗ — через NF Holdings B.V. (86,76 %)[6].
- Андрей Комаров является главным идеологом[44] корпоративной философии Группы ЧТПЗ — «Белая металлургия»[47]. По его инициативе и под его руководством в России созданы прорывные для металлургический отрасли производства — «Высота 239»[48] , «Железный Озон 32»[49], Финишный центр, «ЭТЕРНО».